# Acros FC
El Acros FC fue un equipo de fútbol de Belice que alguna vez estuvo en la Liga Premier de Belice, la liga de fútbol más importante del país.

## Historia
Fue fundado en el año 1990 en Ciudad de Belice con el nombre Acros Carib, el cual cambiaron por razones de patrocinio en 1996.
Consiguieron su primer título de liga en la temporada 1992/93 y en 1998 cambiaron su nombre al de Acros Bombers, el cual en 2002 cambiarían a Acros Brown Bombers, siendo esta su última temporada en la máxima categoría.
A nivel internacional participaron en la Copa Interclubes UNCAF 1999 como uno de los primeros equipos de Belice en competir en un torneo internacional, aunque fueron eliminados en la primera ronda perdiendo todos sus partidos.

## Palmarés
- Liga Premier de Belice: 1

1992/93

## Participación en competiciones de la UNCAF
- Copa Interclubes UNCAF: 1 aparición

1999 - Primera ronda